# Pistola Trejo
Pistola Trejo es un término usado para referirse a una serie de armas cortas fabricadas totalmente en acero' y producidas en México por Industrias Trejo de Zacatlán S.A., anteriormente llamada Armas Trejo S.A. y de los cuales, una de sus variantes, la Trejo Modelo 1 "Tipo Ráfaga", es considerada la pistola ametralladora más pequeña del mundo. Todas las pistolas Trejo están construidas totalmente en acero

## Antecedentes
Durante la década de 1940, Abraham Trejo comenzó a fabricar armas a escondidas, sin embargo, al verse descubierto por su padre, Gabriel Trejo, en vez de ragañarlo lo apoyó con el diseño y ensamblaje de maquinaria para elaborar el estriado del cañón y con lo cual en 1948 crearon Armas Trejo S.A. en Zacatlán de las Manzanas, Puebla, siendo esta la razón principal por la que el logotipo de Trejo es una manzana. La primera arma creada por Trejo fue la Trejo Modelo 1 "Tipo Ráfaga" e introduciendo posteriormente diferentes modelos hasta su cese de producción en 1971 debido a las restricciones del gobierno mexicano. Entre 1948 y 1971 se produjo un estimado total de entre 80 mil y 100 mil armas de todos sus modelos.
Posterior a la prohibición armamentista en México, Armas Trejo S.A. cambia su nombre a Industrias Trejo de Zacatlán S.A. y se dedica a la producción de triciclos de trabajo, maquinaria agrícola y maquinaria industrial, siendo hasta el año 2010 que reinicia la producción de armas, introduciendo los modelos 2 GT, 2 TM y 3 VT.

## Variantes
- Modelo 1: Fue la primera arma producida formalmente por Armas Trejo y cuya característica principal es el grabado de "TIPO RÁFAGA" en la corredera. Contaba con un selector de disparo, el cual permitía disparar el arma de forma semiautomática y automática con una cadencia de hasta 1.400 disparos/minuto y era alimentada por un cargador extraíble de 8 cartuchos .22 Long Rifle Para esta arma se estima una producción total de entre 13 mil y 16 mil unidades.[1][3][5]

- Modelo 1-A:Versión de la Modelo 1 que también dispara el cartucho.22 Long Rifle, sin selector de fuego y sin el grabado de "TIPO RÁFAGA" que emplea únicamente disparo semiautomático y de la cual se estima una producción de 1.263 unidades.[4][6]

- Modelo 1 GT: Versión producida después de 2010, calibre .22 LR y con cargador de 10 cartuchos.[7]

- Modelo 2 ESPECIAL: Fue una versión de mayores dimensiones de la modelo 1, la cual es alimentada por un cargador de 11 cartuchos calibre .22 LR.[6][3]

- Modelo 2TM: Versión producida a partir de 2010, similar a la Modelo 2 original de antes de 1971. cuenta con una banda ventilada sobre la corredera, alza ajustable y cargador para 10 cartuchos.[8]

- Modelo 2GT: Versión producida a partir de 2010, similar a la Modelo 2TM pero sin banda ventilada y con cargador con capacidad para 11 cartuchos.[7]

- Modelo 3: Versión calibrada para el cartucho 9 x 17 Corto y alimentada por un cargador de 7 cartuchos.

- Modelo 3-A: Versión calibrada para el cartucho 7,65 mm y alimentada por un cargador de 7 cartuchos, para el Ejército Mexicano.[6][3][9]

- Modelo 3VT: Versión producida a partir del 2018, similar a la Modelo 3 en calibre 9 × 17 mm Corto y con miras fijas.[10]

- Modelo 4: Versión de mayores dimensiones originalmente calibrada para el cartucho 9 x 19 Parabellum y de la cual solo se produjeron 28 unidades antes del cese de producción de armas en 1971.[6] Después del 2010 se inició la producción de una versión de la Modelo 4 calibrada para el cartucho 9 x 17 Corto, con un cargador de 9 cartuchos.[7]

### Especificaciones
Datos de:
| Modelo                      | Munición | Capacidad del cargador | Longitud          | Longitud de cañón | Peso            |
| --------------------------- | -------- | ---------------------- | ----------------- | ----------------- | --------------- |
| Modelo 1                    | .22 L.R. | 8                      | 160 mm (6.3 in)   | 75 mm (3 in)      | 623 g (22 Oz)   |
| Modelo 1-A                  | .22 L.R. | 8                      | 160 mm (6.3 in)   | 75 mm (3 in)      | 620 g (21.9 Oz) |
| Modelo 1 GT                 | .22 L.R. | 10                     | 171 mm (6.7 in)   | 89 mm (3.5 in)    | 770 g (27.2 Oz) |
| Modelo 2 ESPECIAL           | .22 L.R. | 11                     | 195 mm (7.7 in)   | 105 mm (4.1 in)   | 795 g (28 Oz)   |
| Modelo 2 TM                 | .22 L.R. | 10                     | 195 mm (7.7 in)   | 102 mm (4 in)     | 800 g (28.2 Oz) |
| Modelo 2 GT                 | .22 L.R. | 11                     | 197 mm (7.75 in)  | 114 mm (4.5 in)   | 800 g (28.2 Oz) |
| Modelo 3                    | .380 ACP | 7                      | 168 mm (6.6 in)   | 90 mm (3.5 in)    | 680 g (24 Oz)   |
| Modelo 3-A                  | .32 ACP  | 7                      | 168 mm (6.6 in)   | 90 mm (3.5 in)    | 680 g (24 Oz)   |
| Modelo 3 VT                 | .380 ACP | 7                      | 171 mm (6.7 in)   | 76 mm (3 in)      | 720 g (25.4 Oz) |
| Modelo 4 (Nueva generación) | .380 ACP | 9                      | 190.5 mm (7.5 in) | 114 mm (4.5 in)   | 750 g (26.5 Oz) |